# Кастеллуччо-деи-Саури
Кастеллуччо-деи-Саури (итал. Castelluccio dei Sauri) — коммуна в Италии, располагается в регионе Апулия, в провинции Фоджа.
Население составляет 1952 человека (2008 г.), плотность населения составляет 38 чел./км². Занимает площадь 51 км². Почтовый индекс — 71025. Телефонный код — 0881.\
Покровителем коммуны почитается Христос-Спаситель, празднование 6 августа, на Преображение Господне.

## Демография
Динамика населения:

## Администрация коммуны
- Официальный сайт: